# Jean Stahl
Pour les articles homonymes, voir Stahl.
Jean Stahl (ou Johann Stahl) est un orfèvre actif à Strasbourg au XVIIIe siècle.

## Biographie
Reçu maître en 1718, il n'est pas alors inscrit au Livre de bourgeoisie de la Ville de Strasbourg, c'est-à-dire qu'il ne fait pas partie des personnes qui relèvent de la juridiction du Magistrat de Strasbourg. Compte-tenu également de ses réalisations (voir ci-dessous), on suppose qu'il était peut-être originaire de Saverne.
Contrairement à d'autres orfèvres strasbourgeois, souvent luthériens, Jean Stahl est catholique.
Il forme des compagnons étrangers, tels que Vincent Marie Tounquet de Namur, également ses propres fils, dont Jean Geoffroy Stahl (Johann Gottfried), en apprentissage chez lui du 16 décembre 1746 au 16 décembre 1750.

## Œuvre

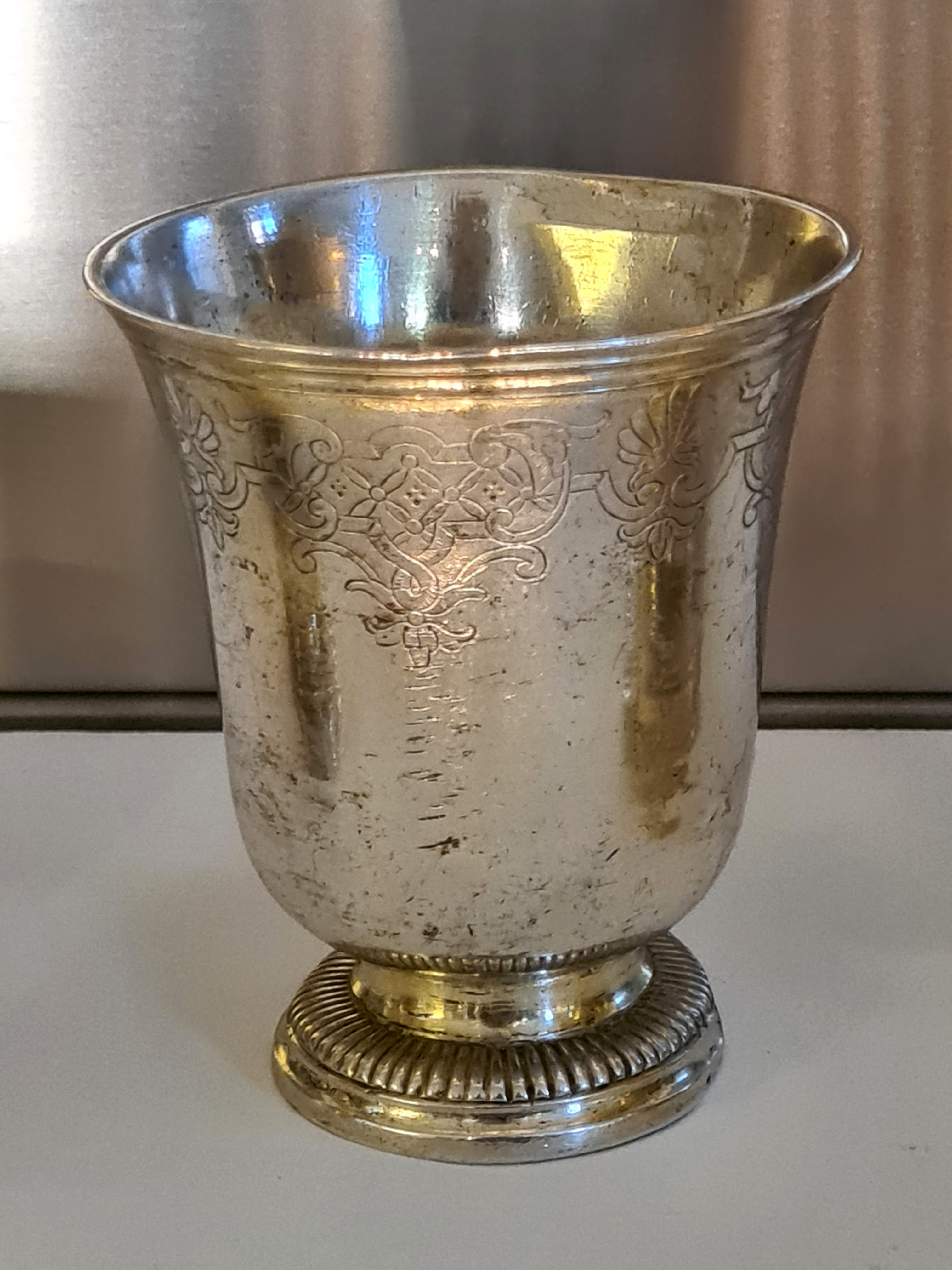
Gobelet de Magistrat (1736).

Il semble avoir été avant tout un spécialiste de flambeaux et de vaisselle.
On lui doit notamment  les flambeaux de l'église paroissiale de Baden-Baden.
Le musée des arts décoratifs de Strasbourg possède de lui deux gobelets de Magistrat (Rathsbecher) en argent doré, dont le dessous est gravé des armoiries de la ville de Saverne surmontées de la date, l'un de 1734, l'autre de 1736.